# Logan Scott-Bowden
Logan Scott-Bowden (21 février 1920 - 9 février 2014) était un officier de l'armée britannique. Officier du Royal Engineers pendant la Seconde Guerre mondiale, il fut le premier commandant de l'Ulster Defence Regiment. Retraité en tant que général de division en 1974, il a servi comme colonel-commandant des Royal Engineers de 1975 à 1980.

## Enfance
Scott-Bowden est né à Whitehaven, Cumbria le 21 février 1920, fils du lieutenant-colonel. Jonathan Scott-Bowden, OBE, TD, et Mary Scott-Bowden (née Logan). Il a fait ses études au Malvern College et à la Royal Military Academy de Woolwich. Il a été nommé dans les Royal Engineers le 3 juillet 1939.

## Carrière militaire
Scott-Bowden a servi au début en Norvège en 1940, avant de rejoindre la 53e division d'infanterie (galloise) en tant qu'adjudant en 1941. Au cours des années 1942 et 1943, il a servi en service de liaison avec les forces canadiennes et américaines.
Au milieu de 1943, Scott-Bowden rejoignit les équipes de pilotage des opérations combinées (COPP), l'unité de reconnaissance chargée de repérer les plages pour le débarquement du jour J. Scott-Bowden et un autre COPPiste, le sergent Bruce Ogden-Smith, ont nagé jusqu'à terre en Normandie pour obtenir des échantillons de sable afin de voir si la plage supporterait des chars.
Un atterrissage d'essai sur une plage de Norfolk avait prouvé qu'ils ne seraient pas détectés lorsqu'ils nagent à terre la nuit à partir d'un LCT.
Le 31 décembre 1943 à minuit, Scott-Bowden et Ogden-Smith, lors de l'opération KJH, débarquèrent sur Gold Beach pour prélever des échantillons de matériaux sur la plage. Ils ont nagé à terre à partir d'une péniche de débarquement exploitée par la 712th Landing Craft Personnel (Survey) Flotilla. Ils ont constaté que le sable, par endroits, était mince et soutenu par un matériau de tourbe faible. Ils ont ramené des échantillons au Royaume-Uni, ce qui a permis aux planificateurs de faire face aux plages plus faibles que prévu.
Scott-Bowden et Ogden-Smith retournèrent en Normandie du 17 au 21 janvier 1944, opérant cette fois à partir du X20, un sous-marin nain de classe X, lors de l'opération Bellpush Able. Ils ont nagé deux fois à terre sur des secteurs d'Omaha Beach. De retour au Royaume-Uni, Scott-Bowden est convoqué à un briefing avec le général Omar Bradley. Scott-Bowden lui a dit "Monsieur, j'espère que cela ne vous dérange pas que je le dise, mais cette plage est en effet une proposition très formidable et il y aura forcément d'énormes pertes." Bradley a mis sa main sur son épaule et a répondu "Je sais, mon garçon. Je sais."
Le jour J, les deux Sgt. Ogden-Smith et Maj. Scott-Bowden a aidé à piloter les premiers débarquements américains sur Omaha Beach. Il a ensuite commandé le 17e Escadron de campagne pour le reste de la guerre.
Après la Seconde Guerre mondiale, il a eu un service opérationnel en Birmanie, en Palestine, en Corée, à Aden et enfin en Irlande du Nord. En Irlande du Nord, il a reçu la tâche difficile de former le Régiment de défense de l'Ulster. Sa dernière nomination dans les forces armées, lors de sa promotion au grade de général de division, était celle de chef de l'état-major de liaison de la défense britannique, en Inde. Après sa retraite du service actif, Scott-Bowden a servi comme colonel-commandant des Royal Engineers de 1975 à 1980,.

## Vie privée
En 1950, il épousa Helen Jocelyn, fille de feu le major Sir Francis Caradoc Rose Price, 5e Bt, et de feu Marjorie Lady Price. Ils eurent trois fils et trois filles.

## Honneurs
- Commandeur de l'Ordre de l'Empire britannique (CBE) le 1er janvier 1972[8]
- Officier de l'Ordre de l'Empire britannique (OBE) 6 juin 1964[9]
- Distinguished Service Order 15 juin 1944[10] (Opération Bell Push Able, reconnaissance de Normandie janvier 1944)[2]
- Croix militaire (MC) 2 mars 1944 Opération KJH (reconnaissance de Normandie décembre 1943 - janvier 1944)[2]
- Barre à la Croix militaire (MC et barrette) 22 janvier 1946[11]

## Postes
Il a occupé un certain nombre de postes tout au long de sa carrière, notamment :
- 3 juillet 1939, nommé dans le Corps Royal d'ingénieurs
- 1940, sert en Norvège
- 4 mai 1941 - 3 juin 1942, Adjudant, 53e division d'infanterie (galloise), RE
- 1942 – 1943, Fonctions de liaison au Canada et aux États-Unis
- 25 janvier 1943 – 24 mai 1943, Adjudant
- 1943 – 1944, Équipe de reconnaissance de la plage de Normandie
- 1944 – 1945, Officier commandant, 17e Compagnie de campagne RE (Europe du Nord-Ouest)
- 29 mai 1946 - 2 décembre 1946, GSO2, QG des forces terrestres alliées de l'Asie du Sud-Est. (Singapour)
- 3 décembre 1946 – 18 octobre 1947, Major de Brigade, 98e brigade d'infanterie indienne (Birmanie)
- 16 octobre 1950 - 3 décembre 1950, SORE2, QG des troupes britanniques en Égypte (Palestine)
- 1951, Sert en Libye
- 1er mars 1951 - 11 février 1953, DAQMG, Bureau de la Guerre
- 1953, sert en Corée
- 24 juillet 1954 - 2 avril 1956, Major de brigade, QG Brigade d'entraînement
- 1er avril 1958 - 18 février 1959, GSO2 Secrétariat conjoint, QG des forces britanniques de la péninsule arabique
- 20 février 1959 - 24 avril 1960, GSO1 (Plans) (Arabie)
- 1960 - 1962, Commandant des Royal Engineers (CRE), 1ère Division (British Army of the Rhine)
- 20 décembre 1962 - 29 mars 1964, GSO1 (Home Defence Plans), QG des forces terrestres britanniques, commandement oriental
- 31 mars 1964 - 6 mai 1966, Directeur adjoint des plans, Bureau de la Guerre
- 20 mai 1966 - janvier 1967, Commandant de la Brigade d'entraînement du QG
- 1969, Collège de la défense nationale, Inde
- 1970 – 1971, Commandant, Régiment de défense de l'Ulster
- 1971 – 1974, Chef du personnel de liaison de la défense britannique, Inde
- 1975 – 1980, Colonel-Commandant, Corps de Royal Engineers

## Rangs
| Sous-lieutenant               | 3 juillet 1939                           |
| Lieutenant                    | 3 janvier 1941                           |
| Capitaine par intérim         | 15 novembre 1940 - 14 février 1941       |
| Capitaine temporaire          | 15 février 1941-24 août 1943             |
| Capitaine de guerre           | 25 août 1943                             |
| Capitaine                     | 1er juillet 1946                         |
| Major par intérim             | 25 mai 1943 - 24 août 1943               |
| Major temporaire              | 25 août 1943 - 2 juillet 1952            |
| Majeur                        | 3 juillet 1952                           |
| Lieutenant-colonel temporaire | 2 février 1959 - 19 août 1960            |
| Lieutenant colonel            | 20 août 1960 (surnuméraire 20 août 1963) |
| Colonel temporaire            | 31 mars 1964 - 10 juillet 1964           |
| Colonel                       | 11 juillet 1964                          |
| Brigadier temporaire          | 20 mai 1966 - 30 décembre 1966           |
| Brigadier                     | 31 décembre 1966                         |
| Major général                 | 17 août 1971                             |
| Retraité                      | 5 septembre 1974                         |